# Ded Moroz

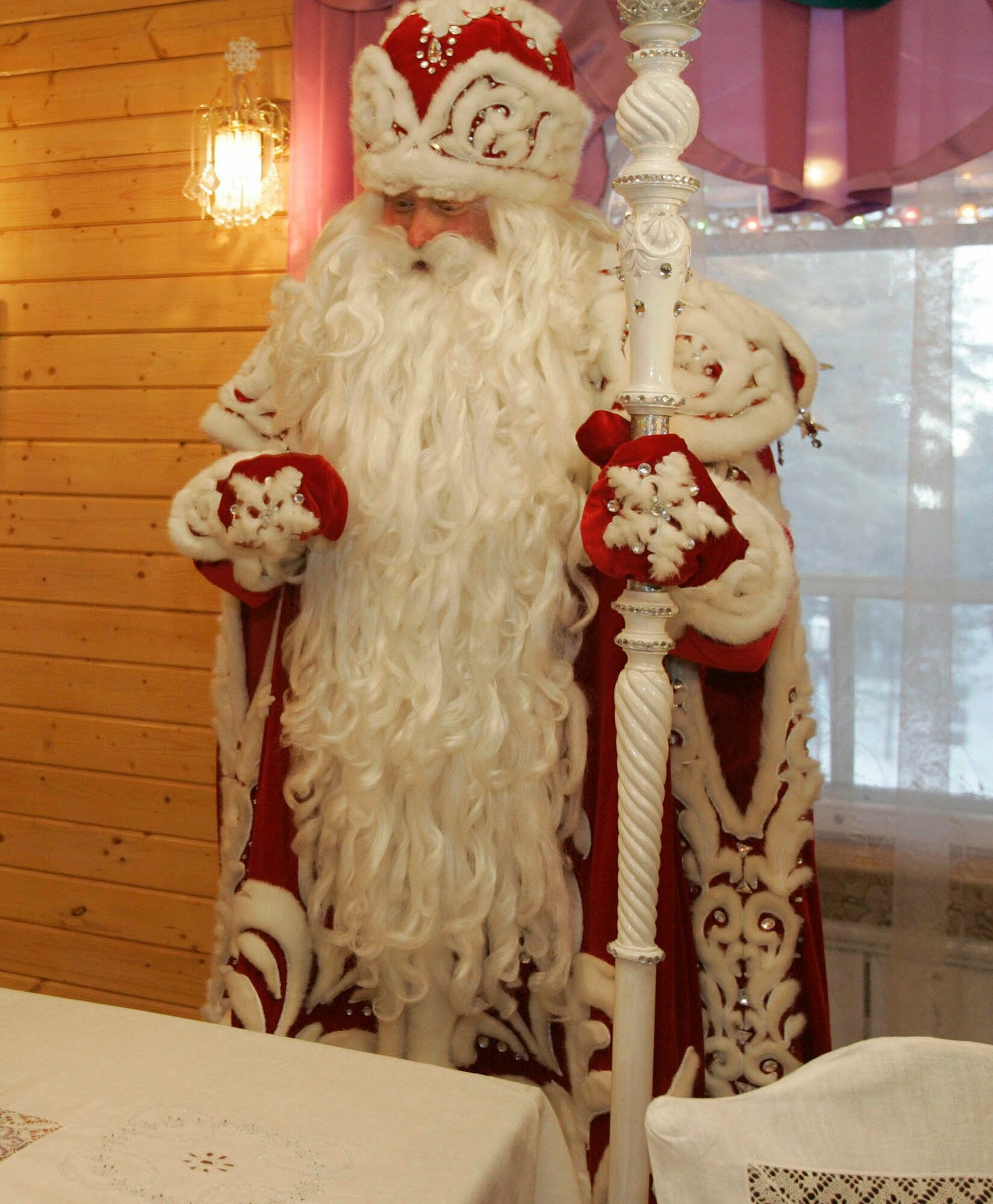
Ded Moroz em Veliky Ustyug

Ded Moroz (em Russo Дед Мороз, que significa "Avô Gelo" ou "Velho Gelo") ou Morozko (Russo: Морозко), é uma figura lendária semelhante a São Nicolau e ao Papai Noel com raízes na mitologia eslava. A tradição do Ded Moroz é amplamente difundida nos países eslavos orientais e é uma parte significativa da cultura russa. No início da era soviética, as autoridades comunistas baniram o Ded Moroz. No entanto, a proibição foi levantada e ele tornou-se rapidamente uma parte importante da cultura soviética. A tradução literal de Ded Moroz é Avô Gelo ou Velho Gelo, mas tradicionalmente o nome é traduzido como Pai Gelo.
Ded Moroz veste um casaco de pele até aos calcanhares, em vermelho ou azul, um chapéu de pele semi-arredondado e valenkis nos pés. Ele tem uma longa barba branca. Caminha com um longo bastão mágico e frequentemente anda numa troika. É frequentemente retratado a trazer presentes para raparigas e rapazes bem-comportados, entregando-os pessoalmente nos dias de Dezembro ou secretamente, durante a noite de Ano Novo, debaixo da Árvore de Ano Novo.
A residência de Ded Moroz na Rússia é considerada a cidade de Veliky Ustyug, no Oblast de Vologda. A residência do Dzyed Maroz bielorrusso diz-se estar em Belavezhskaya Pushcha.
Nas culturas eslavas orientais, o Ded Moroz é acompanhado por Snegurochka (Russo: Снегурочка, Snegurochka; Bielorrusso: Снягурка, Sniahurka; Ucraniano: Снігуронька, Snihurońka; "Donzela da Neve"), a sua neta e ajudante.

## Desenvolvimento da personagem

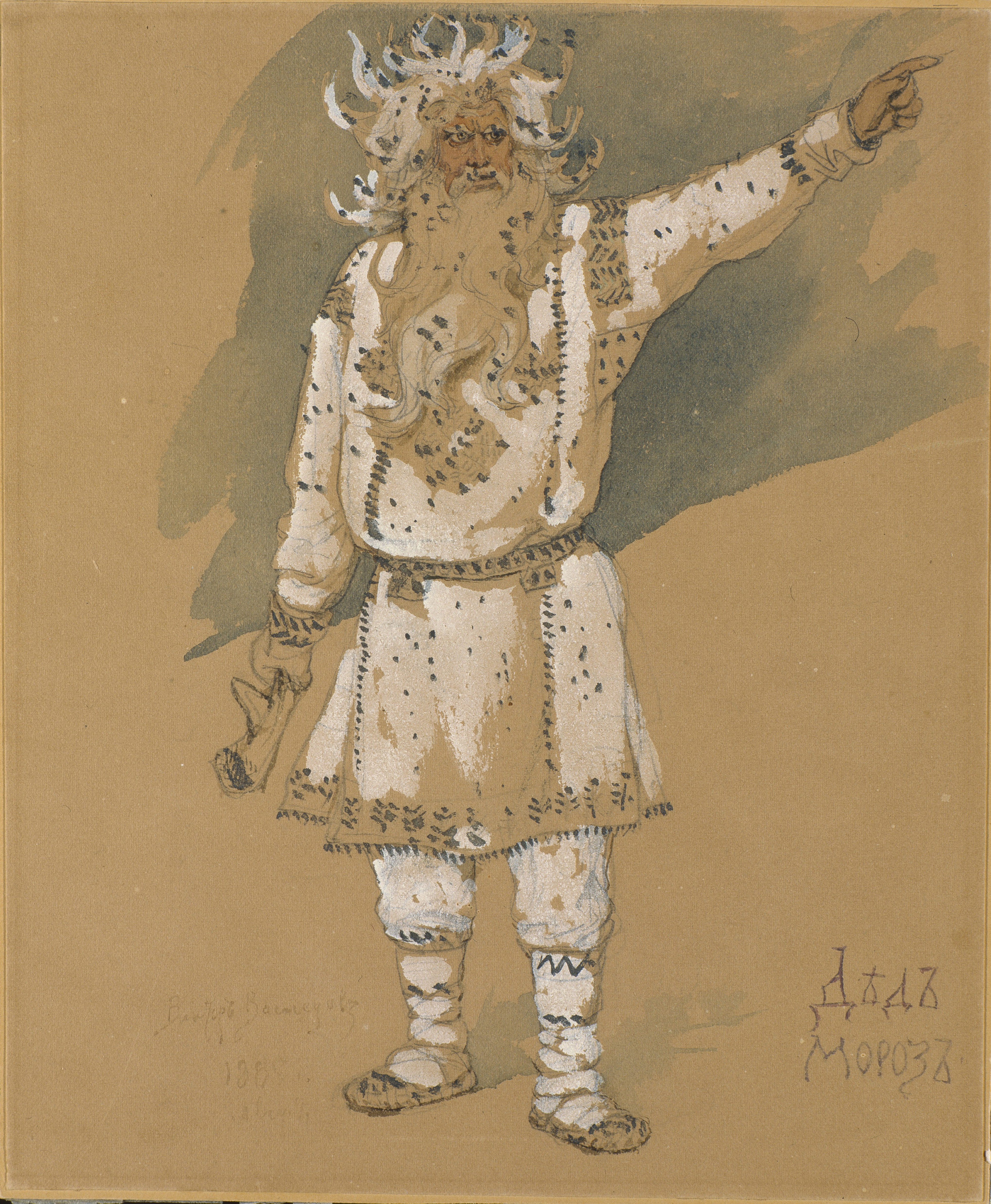
Viktor Vasnetsov: Ded Moroz em 1885. Desenho do vestuário para a peça "A Donzela de Neve"

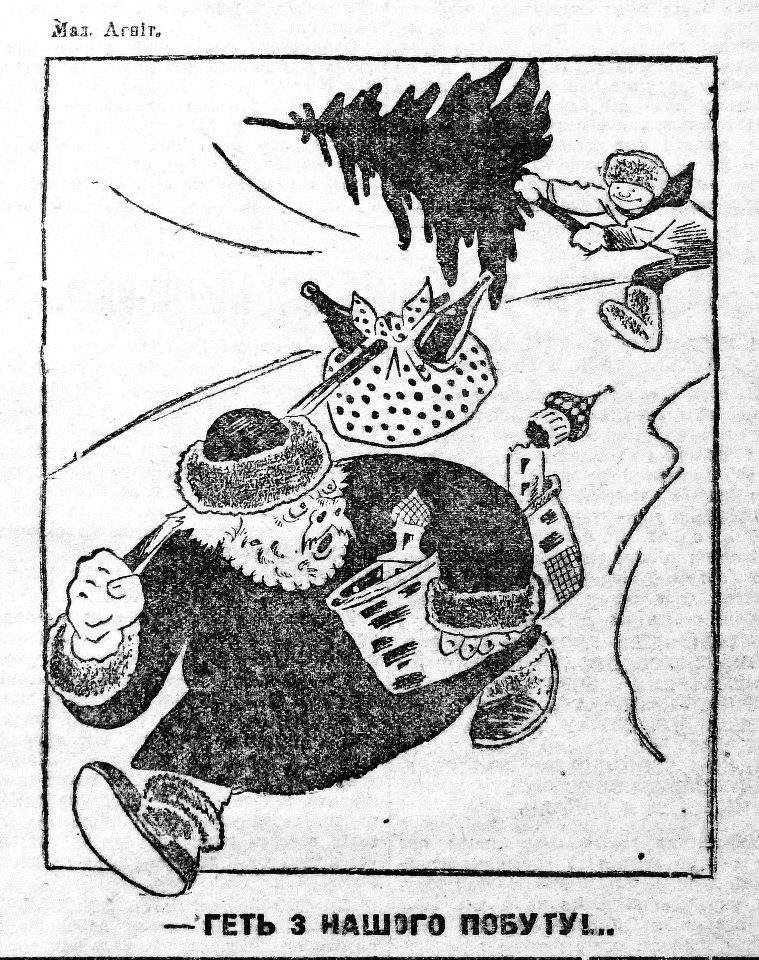
Anti-Ded Moroz Propaganda soviética, 1928

As origens da personagem Ded Moroz remontam a um período anterior ao Cristianismo, sendo originalmente um espírito eslavo do inverno [ru].
Desde o século XIX, os atributos e a lenda de Ded Moroz foram moldados por influências literárias, que também foram influenciadas pela tradição ocidental do Pai Natal. A peça de teatro A Donzela da Neve (chamada Snegurochka em russo) de Aleksandr Ostrovsky foi influente a este respeito, assim como a ópera A Donzela da Neve de Rimsky-Korsakov, com libreto baseado na peça. No final do século XIX, Ded Moroz tornou-se uma personagem popular. A tradição das crianças escreverem cartas a Ded Moroz é conhecida desde o final do século XIX.

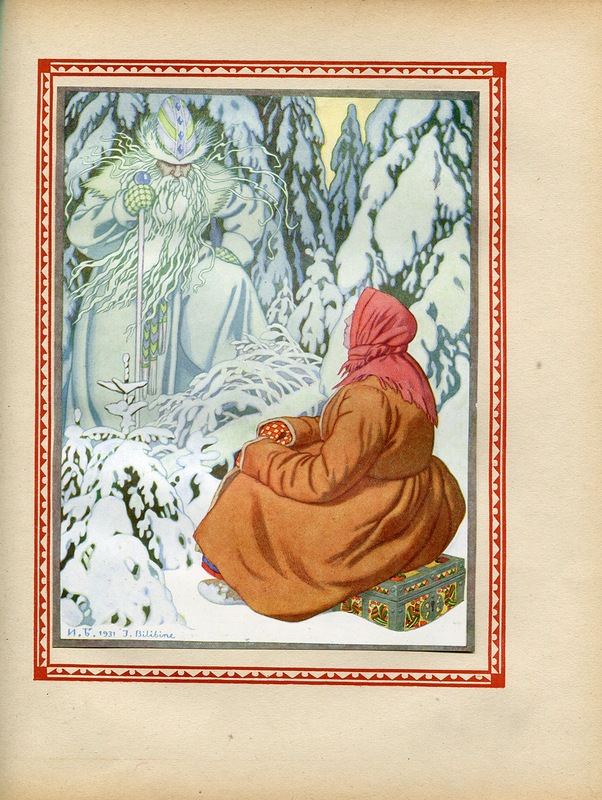
Morozko por Ivan Bilibin

Após a Revolução Russa, as tradições natalícias foram ativamente desencorajadas, pois eram consideradas "burguesas e religiosas". Da mesma forma, em 1928, Ded Moroz foi declarado "um aliado dos padres e dos kulaks". No entanto, a imagem de Ded Moroz tomou a sua forma atual durante a era soviética, tornando-se o principal símbolo da celebração do Ano Novo, que substituiu o Natal. Algumas tradições natalícias foram revitalizadas após a famosa carta de Pavel Postyshev, publicada no Pravda a 28 de dezembro de 1935. Postyshev acreditava que as origens pré-cristãs da festividade eram menos importantes do que os benefícios que poderia trazer às crianças soviéticas.

## Na Rússia moderna
O Ded Moroz é muito popular na Rússia moderna. Em 1998, a cidade de Veliky Ustyug, no Oblast de Vologda, na Rússia, foi declarada a casa do Ded Moroz russo por Yury Luzhkov, então prefeito de Moscovo. Entre 2003 e 2010, os correios em Veliky Ustyug receberam aproximadamente 2.000.000 de cartas vindas da Rússia e de todo o mundo para o Ded Moroz. A 7 de janeiro de 2008, o então Presidente Putin da Federação Russa visitou a residência do Ded Moroz na cidade de Veliky Ustyug como parte da celebração da véspera do Natal Ortodoxo Russo.
O Pai Natal ocidental ganhou espaço na Federação Russa durante os "turbulentos" anos 90, quando a cultura ocidental aumentou a sua penetração na Rússia pós-soviética. O ressurgimento da Rússia no início do século XXI trouxe um foco renovado no caráter eslavo básico de Ded Moroz. Isto incluiu a Federação Russa e governos subordinados a patrocinarem cursos sobre Ded Moroz todos os meses de dezembro, com o objetivo de estabelecer normas eslavas apropriadas para os papéis de Ded Moroz e Snegurochka ("Donzela de Neve" – neta de Ded Moroz) durante as celebrações de Ano Novo. Pessoas que desempenham os papéis de Ded Moroz e Snegurochka agora costumam aparecer em festas infantis durante a época festiva de inverno, distribuindo presentes e enfrentando a bruxa malvada, Baba Yaga, que, segundo se diz às crianças, quer roubar os presentes.
Em novembro e dezembro de 2010, o Ded Moroz foi um dos candidatos a mascote dos Jogos Olímpicos de Inverno de 2014, realizados em Sochi, Rússia.

### Diferenças do Ded Moroz nos grupos étnicos minoritários da Rússia
Muitas minorias étnicas, por razões linguísticas, têm outros nomes para o Ded Moroz ou possuem até equivalentes culturais próprios do Ded Moroz. Por exemplo, em Bashkir, o Ded Moroz é conhecido como Ҡыш бабай, Qïš babay, que significa literalmente "Velho do Inverno". Em Tártaro, tem uma grafia semelhante: Кыш бабай, Qış Babay, com o mesmo significado. Em Nenets, ele é conhecido como Yamal Iri ("Avô de Yamal"). O povo indígena Yakut tem o seu próprio equivalente de Ded Moroz, chamado Chys Khaan ("Mestre do Frio").

### Relações internacionais do Ded Moroz

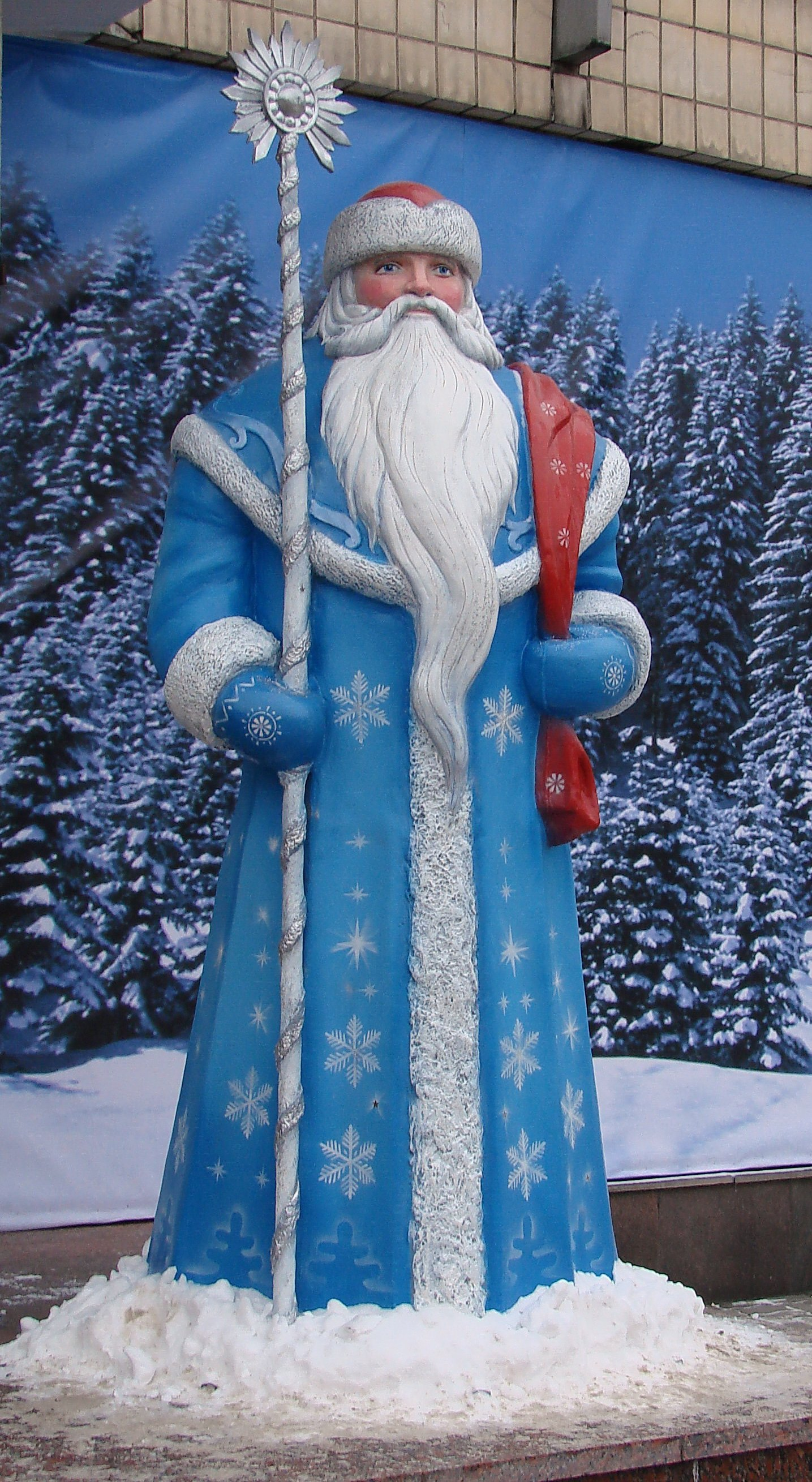
Escultura do Ded Moroz

O Ded Moroz, e ocasionalmente o Dzied Maroz bielorrusso, são apresentados nos média como estando numa contínua détente com vários equivalentes de outras culturas, como o Pai Natal estoniano (o Jõuluvana ou "Velho do Yule"), o Pai Natal finlandês (o Joulupukki ou a "Cabra do Yule") e outras figuras como o Pai Natal, Father Christmas e São Nicolau. Os esforços de détente retratados incluem reuniões individuais, encontros em grupo e competições amistosas, como o campeonato anual de Pai Natal em novembro, realizado em Celle, Alemanha.

### GLONASS Tracks Ded Moroz
Em novembro de 2009, pela primeira vez, a Federação Russa ofereceu concorrência ao NORAD Tracks Santa com o GLONASS Tracks Ded Moroz, que afirma usar o GLONASS (o sistema russo de navegação por satélite, comparável ao GPS) para rastrear o Ded Moroz na véspera de Ano Novo (de acordo com o calendário gregoriano).
O site em língua russa fornece "rastreamento em tempo real" do Ded Moroz, "notícias" do Ded Moroz ao longo do ano, um formulário para enviar e-mails para o Ded Moroz, fotos, vídeos, áudio em streaming de canções russas, poemas e versos de cartas escritas por crianças para o Ded Moroz, informações sobre Veliky Ustyug no Oblast de Vologda (considerada a cidade natal do Ded Moroz) e oportunidades para participar em concursos e ganhar prémios.

## Diferenças regionais
Existem equivalentes do Ded Moroz e da Snegurochka em toda a ex-URSS, bem como nos países que já fizeram parte do bloco oriental e da ex-Jugoslávia. Após a dissolução da União Soviética, alguns destes países fizeram esforços para se afastarem da herança soviética e russa em direcção às suas próprias tradições antigas.

### Arménia
O nome arménio para Ded Moroz é Zemer Pape (arménio: ځ۴ۥڼ ڊۡۺ), literalmente "Avô Inverno". A sua leal neta Dzyunanushik (arménio: ځ۵۸ւڶڡ۶ָւڷ۫ۯ), cujo nome significa "Querida da Neve", ou "Anuxe de Neve" (um nome feminino arménio popular), é a contraparte da Snegurochka. A tradição foi estabelecida ao longo dos tempos do Império Russo após a Guerra Russo-Persa (1826-1828), quando a Armênia Oriental foi unida à Rússia de acordo com o Tratado de Turcamanchai de 1828.
Durante quase 160 anos de influência, o Zemer Pape e a Dzyunanushik quase não mudaram de aparência ou comportamento: eles vêm com casacos de pele de inverno vermelhos, azuis ou brancos e, trazendo presentes para as crianças, esperam que elas cantem canções ou recitem poemas. Eles fazem parte dos espetáculos e shows de Ano Novo e Epifania na Arménia. Nas últimas décadas, os pais mais endinheirados desenvolveram a tradição de convidar o Zemer Pape e a Dzyunanushik para visitar os seus filhos.

### Azerbeijão
No Azerbeijão, o Ded Moroz é conhecido como Şaxta Baba e a Snegurochka como Qar Qızı, com quem o Şaxta Baba traz presentes para as crianças na véspera de Ano Novo. Todo o mês de dezembro, os atores que interpretam Şaxta Baba e Qar Qızı ficam ao lado de uma árvore de Natal (azerbaijano: Yolka ou Yeni il ağacı) no Passeio Marítimo de Baku e noutras atrações em Baku, distribuindo presentes e tirando fotos com as crianças. Desde 2014, no entanto, cada ator precisa de uma licença que custa até US$ 75. Num país predominantemente muçulmano mas secular, onde os cristãos são uma pequena minoria, estas tradições e celebrações continuam a ser muito populares, no entanto, a origem cristã é quase desconhecida e são bastante culturais. Şaxta Baba também é uma versão azerbeijana do Ayaz Ata, o Ded Moroz da mitologia turca.

### Bielorrússia

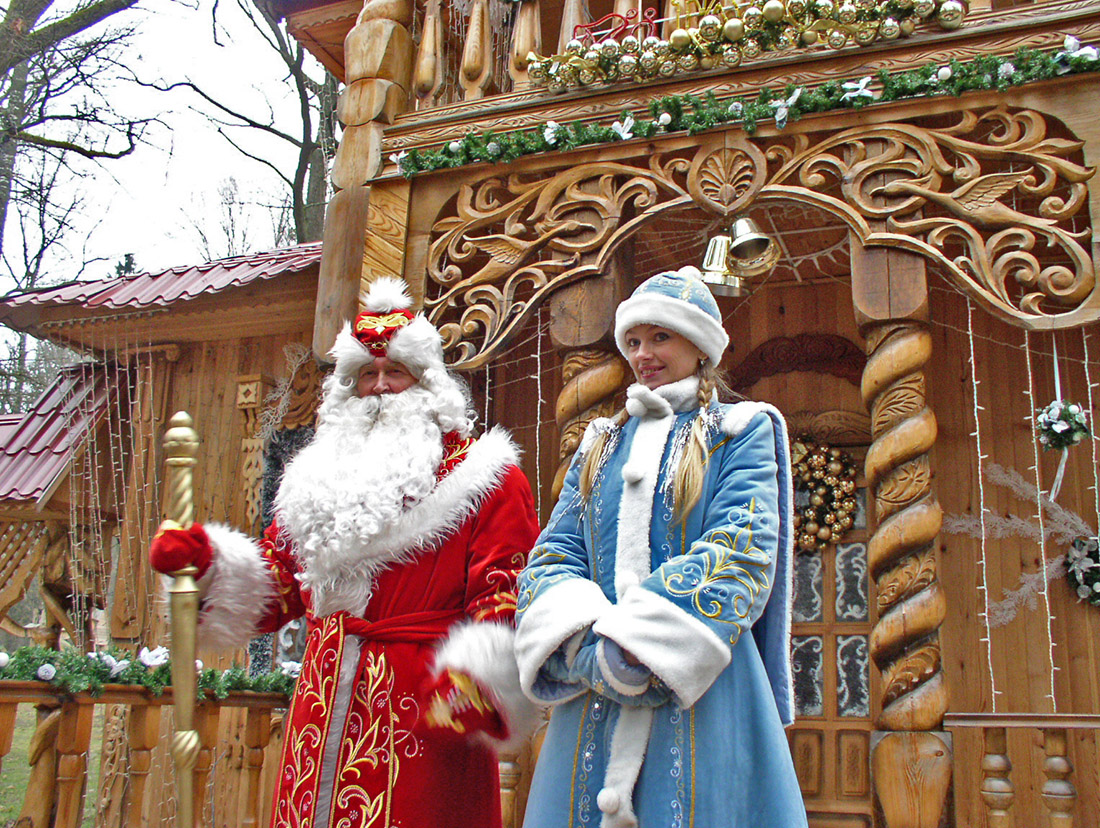
Um Ded Moroz na Bielorrússia, com uma Snegurochka

O Ded Moroz chama-se Dzied Maroz (bielorrusso: Дзед Мароз) na língua bielorrussa. Não é uma personagem histórica folclórica bielorrussa, mas foi um substituto de São Nicolau, conhecido localmente como Śviaty Mikałaj, a quem as autoridades soviéticas desaprovavam por causa de sua origem cristã. A residência oficial do Dzied Maroz na Bielo-Rússia é na Floresta Białowieża.

### Bulgária
O nome búlgaro do Pai Natal é Дядо Коледа, Dyado Koleda "Avô Koleda", com Дядо Мраз, Dyado Mraz ("Avô Geada") sendo uma personagem semelhante importada pela Rússia, sem as conotações cristãs e, portanto, popular durante o regime comunista. No entanto, ele foi amplamente esquecido desde 1989, quando o Dyado Koleda voltou novamente como a figura mais popular.

### Antiga Jugoslávia
Na Jugoslávia socialista (ou seja, Bósnia e Herzegovina, Croácia, Montenegro, Macedónia, Sérvia e Eslovénia), a personagem que supostamente trazia presentes para as crianças era chamado de "Avô Geada" (Bósnio: Djeda Mraz; Croata: Djed Mraz; Macedónio: Дедо Мраз, romanizado: Dedo Mraz; Sérvio: Деда Мраз, romanizado: Deda Mraz; Esloveno: Dedek Mraz). Dizia-se que ele trazia presentes para o Ano Novo porque a celebração pública do Natal era desaprovada durante o comunismo.

#### Croácia
Na Croácia, após a dissolução da Jugoslávia, o Djed Mraz foi promulgado pela mídia da direita democrática cristã como um exemplo de uma "criação comunista", portanto Djed Božićnjak (literalmente: "Avô Natal") foi introduzido no seu lugar. Foram feitas tentativas nos meios de comunicação e na publicidade para substituir Djed Mraz por Djed Božićnjak, apesar das duas personagens não estarem associadas ao mesmo feriado. Depois de 1999, os nomes de Djed Mraz e Djed Božićnjak tornaram-se mais ou menos sinónimos, inclusive no uso na televisão pública. Em algumas famílias ainda se diz que o Djed Mraz traz presentes no Ano Novo. Na Croácia, as crianças também ganham presentes no dia 6 de dezembro. Devido à influência histórica da cultura austríaca em partes da Croácia, os presentes também são trazidos por uma figura tradicional chamada Sveti Nikola (São Nicolau), que se parece muito com o Djed Mraz ou Djed Božićnjak, exceto pelo facto de estar acompanhado pelo Krampus que leva embora crianças mal comportadas, outra personagem do folclore da Europa Central. Em algumas famílias religiosas, diz-se que o Menino Jesus (Isusek, Mali Isus, Kriskindl) traz presentes no Natal em vez do Djed Božićnjak. Além disso, em algumas partes da Dalmácia os presentes são trazidos por Santa Lúcia (Sveta Lucija).

#### Eslovénia

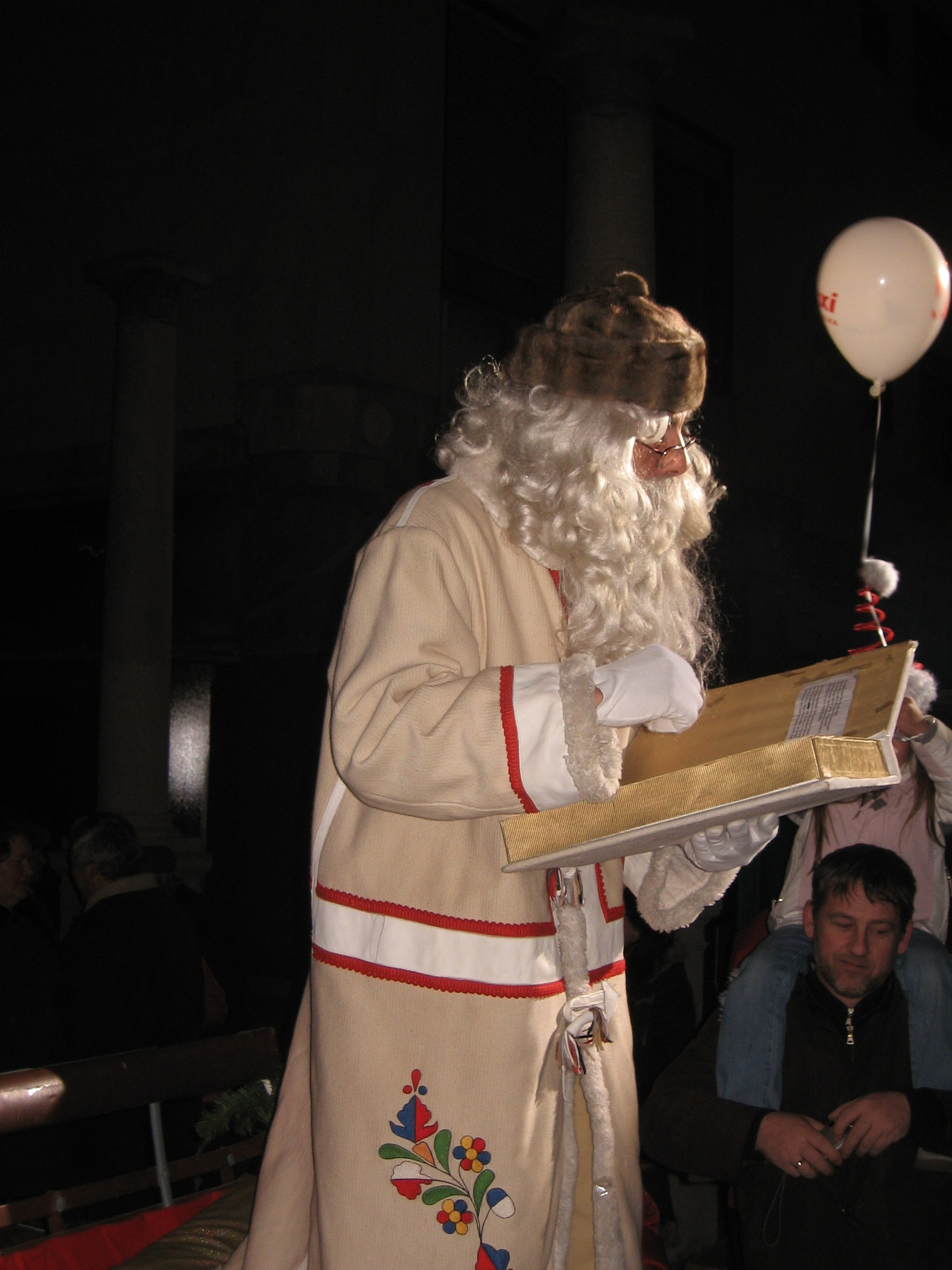
Ded Moroz na Eslovênia.

Na Eslovénia, o nome Ded Moroz foi traduzido do russo como Dedek Mraz (literalmente, "Vovô Gelo"). O Dedek Mraz é retratado como um homem magro vestindo um casaco de couro cinza, que tem pele por dentro e é decorado por fora, e um gorro redondo de pele de arganaz. Esta versão da personagem é baseada em imagens tradicionais, especialmente conforme retratadas por Maksim Gaspari em imagens encomendadas em 1952. Embora o nome tenha sido traduzido literalmente da figura soviética, outros nomes para a personagem também foram considerados: Sneženi mož ("o Homem da Neve") e Oca Triglav ("Papá Triglav"). Uma figura feminina chamada Babica Zima ("Vovó Inverno") também foi proposta. Inicialmente dizia-se que ele morava na Sibéria, mas com a crise do Informbiro e o cisma entre a Jugoslávia e a União Soviética, a sua casa foi transferida para o Monte Triglav, o pico mais alto da Eslovénia (e também da Jugoslávia). As procissões públicas com a personagem começaram em Ljubljana em 1953. A noção do Vovô Frost foi ideologicamente útil porque serviu para reorientar os feriados de dezembro/janeiro longe da religião (Dia de São Nicolau e Natal) e em direção ao Ano Novo secular. Após a derrubada do comunismo no início da década de 1990, dois outros "bons velhinhos" (como são atualmente denominados em esloveno) reapareceram em público: Miklavž ("São Nicolau") que traz presentes no dia 6 de dezembro, e Božiček ("Homem de Natal"; geralmente descrito como Pai Natal) na véspera de Natal.
São Nicolau teve uma forte presença tradicional no território étnico esloveno e a sua festa permaneceu celebrada nos círculos familiares durante todo o período comunista. Até o final da década de 1940, também se dizia em algumas áreas da Eslovénia que o Christkind (chamado Jezušček ("pequeno Jesus") ou Božiček) trazia presentes na véspera de Natal. As famílias eslovenas têm preferências diferentes em relação ao presenteador preferido, de acordo com a convicção política ou religiosa. A cultura popular eslovena retrata o Vovô Gelo, São Nicolau e o Pai Natal como amigos e também começou a misturar atributos das personagens, por exemplo, a menção às renas do Pai Natal às vezes é misturada à narrativa do Vovô Gelo em aparições públicas. Devido ao seu caráter não religioso e forte institucionalização, o Vovô Gelo continua a manter uma presença pública.

### Cazaquistão e Quirgistão
Ayaz Ata é o nome cazaque e quirguiz do Ded Moroz.

### Mongólia
Desde a introdução e familiarização da cultura russa durante a era socialista, a Mongólia tem celebrado as festividades de Ano Novo como um feriado formal. ڨвлийн کвген, Övliin Övgön ("Avô Inverno") é o equivalente mongol do Ded Moroz, que traz presentes para crianças e adultos na véspera de Ano Novo.

### República de Sakha

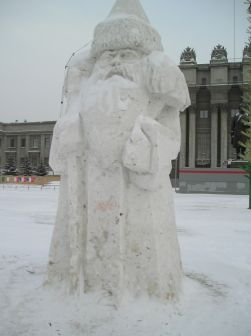
Escultura de neve do Ded Moroz em Samara

Chyskhaan (Yakut: Чысхаан, romanizado: Çısxân) é conhecido como o "Mestre do Frio", acompanhado pela versão Yakut da Snegurochka, a Kharchaana (Yakut: Харчаана, romanizado: Xarçâna). Ele é muito parecido com o Ded Moroz, porém uma versão mais "do Leste Asiático" dele.

### Roménia

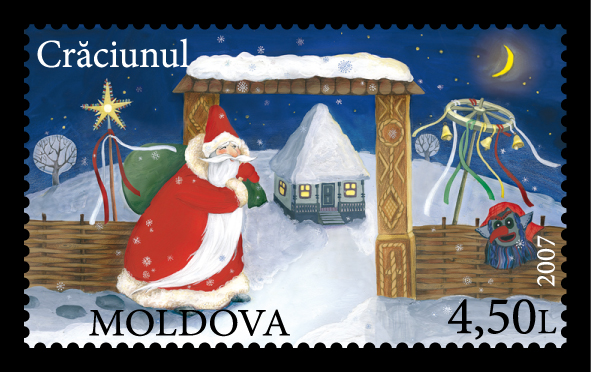
Selo moldavo representando o Ded Moroz

Em 1948, depois dos comunistas terem conquistado o poder na Roménia, foi decidido que o Natal não deveria ser celebrado. Os dias 25 e 26 de dezembro tornaram-se dias úteis e não foram realizadas celebrações oficiais. Como substituto do Moş Crăciun (Pai Natal), uma nova personagem foi introduzida, o Moş Gerilă (literalmente "Velho Gelado", uma adaptação para a língua romena do russo Ded Moroz). Dizia-se que ele trazia presentes para as crianças no dia 31 de dezembro.
Oficialmente, as celebrações do Dia de Ano Novo começaram no dia 30 de dezembro, que foi denominado Dia da República, por ter sido o dia em que o rei Mihai I da Roménia abdicou em 1947. Após a Revolução Romena de 1989, o Moş Gerilă perdeu influência sendo substituído por Moş Crăciun.

### Tadjiquistão
No Tadjiquistão, a tradição do Ded Moroz continuou. Em tadjique, o Ded Moroz é conhecido como Boboi Barfi ("Avô Neve"), e a Snegurochka é chamada de Barfak ("Bola de Neve").
Em 2012, um jovem vestido como Ded Moroz foi morto a facadas em Dushanbe por uma multidão que gritava “Seu infiel!”. O assassinato foi motivado por ódio religioso, segundo a polícia tadjique. A 11 de dezembro de 2013, Saidali Siddiqov, o primeiro vice-chefe do Comité de Radiodifusão de TV e Rádio do governo do Tadjiquistão, anunciou numa entrevista que "O Pai Gelo, a sua companheira Snegurochka (Donzela de Neve) e a árvore de Ano Novo não irão aparecer na televisão estatal este ano, porque estas personagens e atributos não têm nenhuma relação direta com as nossas tradições nacionais, embora não haja nenhum mal nelas". No entanto, no dia seguinte, isto foi denunciado e as celebrações planeadas incluíram-nos, apesar das objecções de algumas figuras religiosas.

### Ucrânia

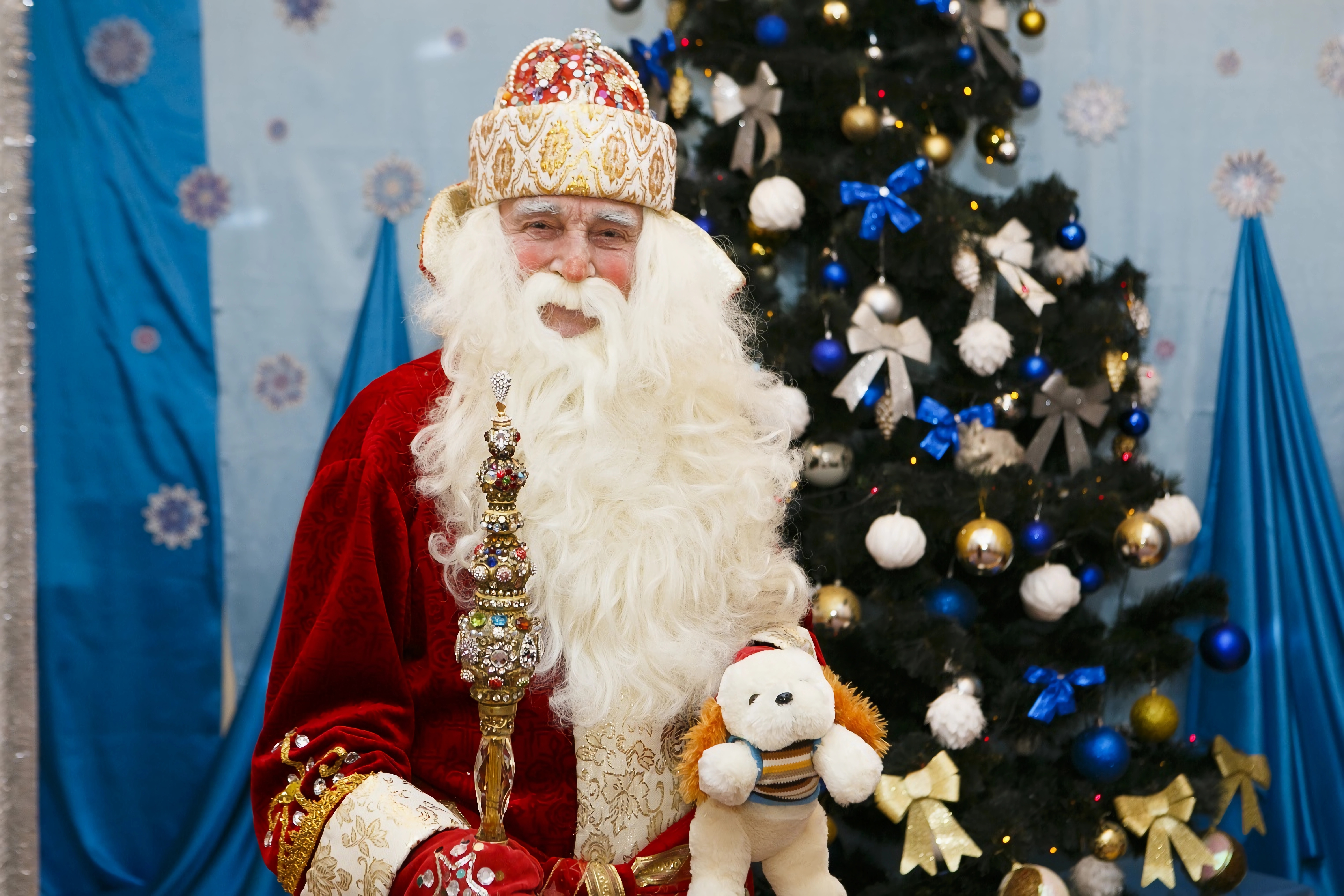
Did Moroz ucraniano

Desde a dissolução da União Soviética, e especialmente nos últimos anos, houve uma mudança do Ded Moroz (ucraniano: Дід Мороз), que passou a ser associado à herança da era soviética, para São Nicolau (ucraniano: Святий Миколай, romanizado: Sviatyi Mykolai), que é mais popular na Ucrânia Ocidental. Com o início da invasão russa, surgiram rumores de que as imagens do Ded Moroz estavam a ser desencorajadas pelas autoridades; no entanto, o Ministério da Cultura ucraniano negou.

### Uzbequistão
Em 2012, foi relatado que o Uzbequistão, uma nação predominantemente muçulmana, deixou de celebrar o Natal. Embora a celebração do Ano Novo continue a ser um evento familiar notável, já não é celebrada em grande escala nacional, como era durante os tempos da União Soviética, e o Ded Moroz, embora não tenha sido banido, foi removido dos canais da televisão uzbeque. Esta decisão teve uma recepção mista. Alguns dizem que não cabe ao governo decidir as tradições, enquanto que os muçulmanos mais ortodoxos querem que o Ano Novo e o Ded Moroz sejam totalmente banidos, como foi feito ao Dia dos Namorados.